# Бовилије (Лоар и Шер)
Бовилије (фр. Beauvilliers) насеље је и општина у централној Француској у региону Центар (регион), у департману Лоар и Шер која припада префектури Блоа.
По подацима из 2011. године у општини је живело 62 становника, а густина насељености је износила 7,75 становника/km². Општина се простире на површини од 8 km². Налази се на средњој надморској висини од 135 метара (максималној 144 m, а минималној 120 m).

## Демографија
| 1962. | 1968. | 1975. | 1982. | 1990. | 1999. | 2011. |
| ----- | ----- | ----- | ----- | ----- | ----- | ----- |
| 81    | 85    | 64    | 52    | 44    | 37    | 62    |

График промене броја становника у току последњих година